# Звєздан Мисимович
Звє́здан Миси́мович (босн. Zvjezdan Misimović, нар. 5 червня 1982, Мюнхен) — боснійський футболіст, який виступав на позиції півзахисника.

## Клубна кар'єра
Народився 5 червня 1982 року в Мюнхені в родині гастарбайтерів.
Вихованець низки німецьких дитячих команд. 2000 року уклав контракт з мюнхенською «Баварією», в якій провів чотири сезони, граючи здебільшого за команду дублерів клубу (102 матчів чемпіонату).
2002 року дебютував в матчах головної команди «Баварії». Протягом наступних двох років відіграв за «основу» мюнхенського клубу усього три гри. За цей час виборов титул чемпіона Німеччини.
У 2004 році уклав контракт з клубом «Бохум», у складі якого провів наступні три роки своєї кар'єри гравця. Більшість часу, проведеного у складі «Бохума», був основним гравцем команди.
Протягом 2007–2008 років захищав кольори команди клубу «Нюрнберг».
З 2008 року два сезони захищав кольори команди клубу «Вольфсбург». Граючи у складі «Вольфсбурга» також здебільшого виходив на поле в основному складі команди. За цей час додав до переліку своїх трофеїв ще один титул чемпіона Німеччини.
З 2010 року один сезон захищав кольори команди клубу «Галатасарай».
До складу клубу «Динамо» (Москва) приєднався 2011 року. Наразі встиг відіграти за московських динамівців понад 40 матчів в національному чемпіонаті.

## Виступи за збірну
У 2004 році дебютував в офіційних матчах у складі національної збірної Боснії і Герцеговини. Наразі провів у формі головної команди країни 84 матчі, забивши 25 голів. В серпні 2014 року оголосив про завершення кар'єри у збірній. 

## Титули та досягнення
- Чемпіон Німеччини (2):

«Баварія»: 2002-03
«Вольфсбург»: 2008–09
- Володар Кубка Німеччини (1):

«Баварія»: 2002-03
- Володар Кубка Китаю (1):

«Бейцзін Женьхе»: 2013
- Володар Суперкубка Китаю (1):

«Бейцзін Женьхе»: 2014